# اتحادیه ملی آموزش و پرورش
اتحادیه ملی آموزش و پرورش (انگلیسی: National Education Union) یک اتحادیه در انگلستان است که برای معلمان مدارس، استادان تحصیلات عالی، کارکنان پشتیبانی آموزشی و دستیارهای آموزشی فعالیت می‌کند.
این تشکل توسط ادغام اتحادیه معلمان ملی و انجمن معلمان و مدرسان در سال ۲۰۱۷ شکل گرفت که با بیش از ۵۰۰٬۰۰۰ عضو، بزرگترین اتحادیه آموزشی در انگلستان به حساب می‌آید.
دبیران کل فعلی این اتحادیه، کوین کورتنی و ماری بوست، می‌باشند.